# Фредеруна
Фредеруна (Фрерона; фр. Frédérune, Frérone; около 887 — 10 февраля 917) — королева Западно-Франкского королевства в 907—917 годах, жена короля Западно-Франкского королевства Карла III Простоватого.

## Биография

### Происхождение
Точное происхождение Фредеруны в прижизненных источниках не упоминается. Согласно датированному 8 августа 917 года акту, братом Фредеруны был епископ Шалона Бово II. Однако происхождение Бово тоже не установлено.
Розамонд Маккитерик считала, что Фредеруна была родом из Лотарингии. Однако Кристиан Сеттипани выдвинул гипотезу, по которой Фредеруна была родственницей Матильды, второй жены короля Германии Генриха I Птицелова. Он посчитал, что Рейнхильда, мать королевы Матильды, могла быть сестрой Фредеруны. Встречается и гипотеза, по которой Фредеруну идентифицируют с сестрой Матильды, однако по другим сведениям Фредеруна, сестра Матильды, была женой графа Вихмана Старшего и умерла в 971 году.

### Королева западных франков
Впервые в источниках Фредеруна появляется в 907 году, когда она вышла замуж за короля Западно-Франкского королевства Карла III Простоватого. Фредеруна была религиозной и благочестивой. Однако от этого брака родилось только 6 дочерей, тогда как Карлу нужен был наследник. Король предоставил в её в личное пользование дворец в Аттиньи. Существует гипотеза, что Карл, отчаявшись получить от неё наследника, бросил Фредеруну. Она умерла довольно рано, в 917 году, в Лотарингии и была похоронена в Реймсе в базилике Святого Ремигия. Через два года после её смерти Карл женился вторично — на англосаксонской принцессе Огиве Уэссекской.

### Семья
- Муж: (с 16 апреля 907 года) Карл III Простоватый (17 сентября 879 — 7 октября 929), король Западно-Франкского королевства в 893—922 годах, младший сын Людовика II Заики и Аделаиды, дочери графа Парижского Адаларда. Дети:
  - Ирментруда (908 — 26 марта после 949); муж: граф в Юлихгау и пфальцграф Лотарингии Готфрид (около 905/910 — 26 марта после 949)
  - Гизела (908 — ?); муж: (с 912 года) первый герцог Нормандии Роллон
  - Фредеруна (около 910 — ?)
  - Ротруда (910 — ?)
  - Аделаида (911 — ?)
  - Хильдегарда (914 — ?)